# Midway (Nowy Meksyk)
Midway – jednostka osadnicza w Stanach Zjednoczonych, w stanie Nowy Meksyk, w hrabstwie Chaves.